# Бир (Орн)
Бир (фр. Bures) насеље је и општина у северној Француској у региону Доња Нормандија, у департману Орн која припада префектури Алансон.
По подацима из 2011. године у општини је живело 174 становника, а густина насељености је износила 18,05 становника/km². Општина се простире на површини од 9,64 km². Налази се на средњој надморској висини од 260 метара (максималној 216 m, а минималној 154 m).

## Демографија
| 1962. | 1968. | 1975. | 1982. | 1990. | 1999. | 2011. |
| ----- | ----- | ----- | ----- | ----- | ----- | ----- |
| 215   | 187   | 146   | 135   | 128   | 146   | 174   |

График промене броја становника у току последњих година